# Жигалин, Николай Анатольевич
Никола́й Анато́льевич Жигалин — (1911 — неизвестно) советский футболист.
Выступал за московский «Спартак». В составе команды стал чемпионом СССР. Во время Великой Отечественной войны погиб на фронте.

## Достижения
- Чемпион СССР по футболу: 1936 (осень)
- Серебряный призёр чемпионата СССР: 1937
- Бронзовый призёр чемпионата СССР: 1936 (весна)